# 10 000 mètres féminin aux Jeux olympiques d'été de 2008
Navigation
Athènes 2004 Londres 2012
L'épreuve du 10 000 mètres féminin aux Jeux olympiques de 2008 a eu lieu le 15 août 2008 dans le Stade national de Pékin.
Il n'y a pas eu de course de qualification, 31 concurrentes ont participé à la finale. La Turque Elvan Abeylegesse, arrivée deuxième, est disqualifiée en 2017. L'Américaine Shalane Flanagan a ainsi récupéré sa médaille d'argent tandis que la Kényane Linet Masai grimpe sur le podium.

## Records
Avant cette compétition, les records dans cette discipline étaient les suivants :
| Record du monde  | 29 min 31 s 78 | Wang Junxia  | Chine    | 8 septembre 1993  | Pékin  |
| Record olympique | 30 min 17 s    | Derartu Tulu | Éthiopie | 30 septembre 2000 | Sydney |

## Médaillées
| Or              | Argent           | Bronze      |
| Tirunesh Dibaba | Shalane Flanagan | Linet Masai |

## Résultats
La Néerlandaise Lornah Kiplagat emmène la course sur des bases très rapides. Puis, dès la mi-course, la Turque Elvan Abeylegesse passe en tête et impose un rythme qui fait exploser une à une toutes les concurrentes. Kiplagat est distancée alors que quatre athlètes se détachent, Abeylegesse, l'Éthiopienne Tirunesh Dibaba et les deux Kényanes Lucy Wangui et Linet Masai. Sous l'impulsion d'Abeylegesse, les deux Kényanes lâchent prise. 
Dans le dernier tour, Dibaba place une accélération et part conquérir le titre olympique dans un temps qui est le deuxième temps de l'histoire. Abeylegesse obtient l'argent en battant le record d'Europe de Paula Radcliffe. 
La troisième place, devenue deuxième après disqualification de la Turque en 2017, revient à l'Américaine Shalane Flanagan qui a réussi à revenir sur les athlètes kényanes.
| Rang               | Pays             | Athlète                   | Temps                |
| ------------------ | ---------------- | ------------------------- | -------------------- |
| Médaille d'or      | Éthiopie         | Tirunesh Dibaba           | 29 min 54 s 66 (OR)  |
| DQ                 | Turquie          | Elvan Abeylegesse         | DQ en 2017           |
| Médaille d'argent  | États-Unis       | Shalane Flanagan          | 30 min 22 s 22 (AR)  |
| Médaille de bronze | Kenya            | Linet Masai               | 30 min 26 s 50 (WJR) |
| 5                  | Russie           | Mariya Konovalova         | 30 min 35 s 84 (PB)  |
| 6                  | Russie           | Inga Abitova              | 30 min 37 s 33 (SB)  |
| 7                  | Kenya            | Lucy Wangui               | 30 min 39 s 96 (PB)  |
| 8                  | Pays-Bas         | Lornah Kiplagat           | 30 min 40 s 27 (SB)  |
| 9                  | Nouvelle-Zélande | Kimberley Smith           | 30 min 51 s 00       |
| 10                 | États-Unis       | Kara Goucher              | 30 min 55 s 16 (PB)  |
| 11                 | Japon            | Kayoko Fukushi            | 31 min 01 s 14 (SB)  |
| 12                 | Grande-Bretagne  | Joanne Pavey              | 31 min 12 s 30 (PB)  |
| 13                 | Allemagne        | Sabrina Mockenhaupt       | 31 min 14 s 21 (PB)  |
| 14                 | Éthiopie         | Ejegayehu Dibaba          | 31 min 22 s 18       |
| 15                 | Pays-Bas         | Hilda Kibet               | 31 min 29 s 69       |
| 16                 | Chine            | Yingying Zhang            | 31 min 31 s 12 (SB)  |
| 17                 | Japon            | Yoko Shibui               | 31 min 31 s 13       |
| 18                 | Kenya            | Peninah Arusei            | 31 min 39 s 87       |
| 19                 | Russie           | Tatyana Khmeleva-Aryasova | 31 min 45 s 57       |
| 20                 | Japon            | Yukiko Akaba              | 32 min 00 s 37       |
| 21                 | Chine            | Xue Bai                   | 32 min 20 s 27       |
| 22                 | Hongrie          | Anikó Kálovics            | 32 min 24 s 83       |
| 23                 | Grande-Bretagne  | Kate Reed                 | 32 min 26 s 69       |
| 24                 | Belgique         | Nathalie De Vos           | 32 min 33 s 45 (SB)  |
| 25                 | Inde             | Preeja Sreedharan         | 32 min 34 s 64       |
| 26                 | États-Unis       | Amy Begley-Yoder          | 32 min 38 s 28       |
| 27                 | Mexique          | Dulce María Rodríguez     | 32 min 58 s 04       |
| 28                 | Chine            | Xiaoqin Dong              | 33 min 03 s 14       |
| 29                 | Espagne          | Isabel Checa              | 33 min 17 s 88       |
| 30                 | Éthiopie         | Mestawet Tufa             | abandon              |
| 31                 | Maroc            | Asmae Leghzaoui           | abandon              |
| 32                 | Ukraine          | Nataliya Berkut           | non-partant          |

Records et Performances
- AR : Record continental (area record)
- CR : Record des championnats (championship record)
- MR : Record du meeting (meet record)
- NR : Record national (national record)
- OR : Record olympique (olympic record)
- PR : Record paralympique (paralympic record)
- PB : Record personnel (personal best)
- SB : Meilleure performance personnelle de la saison (season's best)
- WL : Meilleure performance mondiale de l'année (world leader)
- WJR : Record du monde junior (world junior record)
- WR : Record du monde (world record)

Circonstances et Conditions
- DNF : N'a pas terminé (did not finish)
- DNS : N'a pas pris le départ (did not start)
- DQ : Disqualification (disqualification)
- NM : Aucun essai valable enregistré (No Mark)
- Q : Qualifié « directement » au prochain tour (ou à la prochaine compétition), lors d'une compétition majeure, grâce au classement ou à la réalisation des minima (automatic qualifier)
- q : Qualifié au prochain tour (ou à la prochaine compétition), lors d'une compétition majeure, grâce au repêchage ou à la réalisation de l'une des meilleures performances parmi celles des « non qualifiés directement » (grâce au meilleur temps ou à la meilleure distance par exemple) (secondary qualifier)